# 胡時化
胡時化（1536年—？），字惟權，號龍匯，浙江紹興府餘姚縣人，民籍，明朝政治人物。

## 生平
嘉靖三十四年（1555年）乙卯科浙江鄉試第六十五名舉人。隆慶五年（1571年）中式辛未科會試第十四名，三甲第一百三十名進士。通政司觀政，授合肥知县，萬曆五年（1577年）七月考选江西道試監察御史，六年实授，差巡按苏松，七年二月升河南佥事，九年二月升廣東左參議，十一年调用，十二年四月被革职。

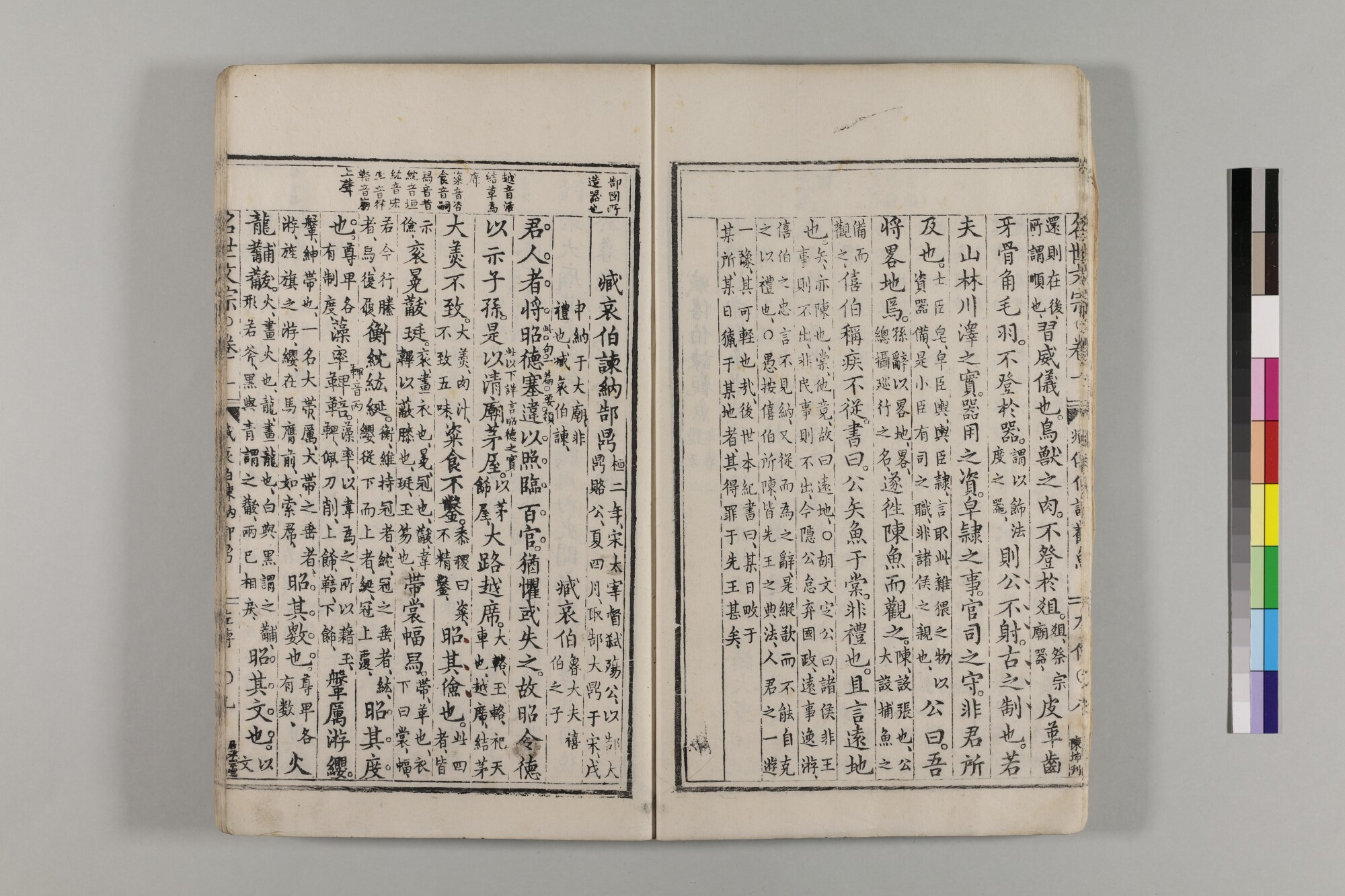
胡时化辑《新刊名世文宗》（万历七年版）

## 家族
曾祖胡世才；祖父胡文琳；父胡華，典史。母黃氏。具庆下。兄時俊。弟時佐、時佑。